# 伯农
伯农（法語：Benon，法語發音：[bənɔ̃]）是法国滨海夏朗德省的一个市镇，位于该省北部，属于拉罗谢尔区。

## 地理
伯农（46°12'17"N, 0°48'55"W）面积46.62 平方千米，位于法国新阿基坦大区滨海夏朗德省，该省份为法国西部滨海省份，北起旺代省，西临大西洋，南至吉倫特省，东南接多爾多涅省，东北接德塞夫勒省接壤，东临夏朗德省。
与伯农接壤的市镇（或旧市镇、城区）包括：布埃、库尔松、克朗沙邦、费里耶尔、米尼翁河畔拉格雷沃、勒盖达勒雷、拉莱涅、圣乔治迪布瓦、圣皮耶尔达米利、圣索沃尔多尼斯、武埃。

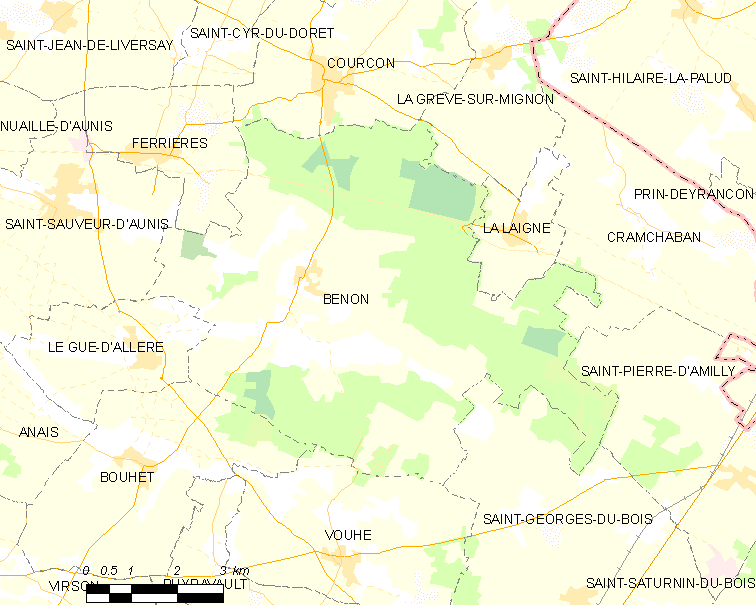
伯农的OSM定位图

伯农的时区为UTC+01:00、UTC+02:00（夏令时）。

## 行政
伯农的邮政编码为17170，INSEE市镇编码为17041。

## 政治
伯农所属的省级选区为马朗县。

## 人口

1962-2008年间伯农人口变化图示

伯农于2022年1月1日时的人口数量为1811人。